# Hippolytidae

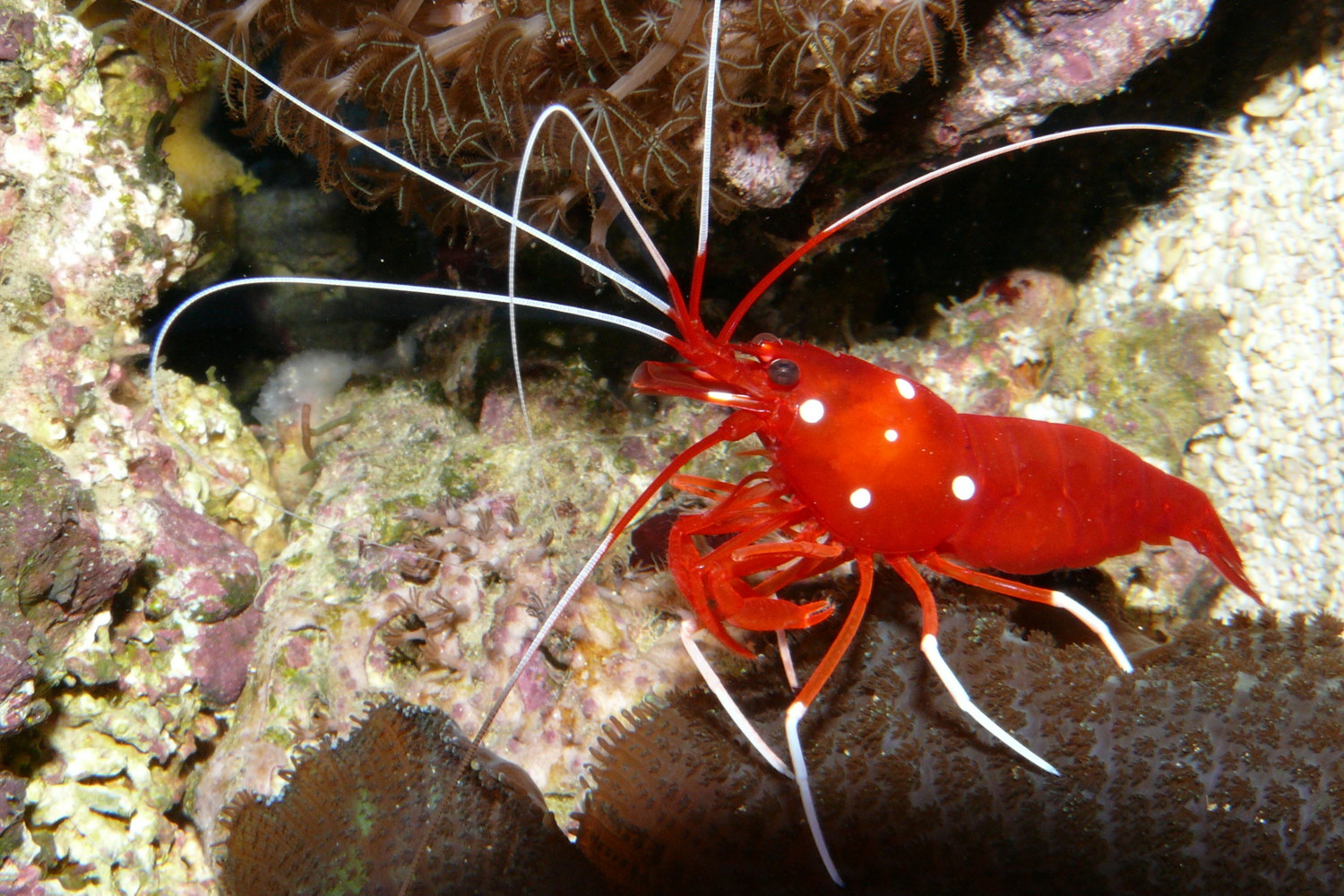
Lysmata debelius

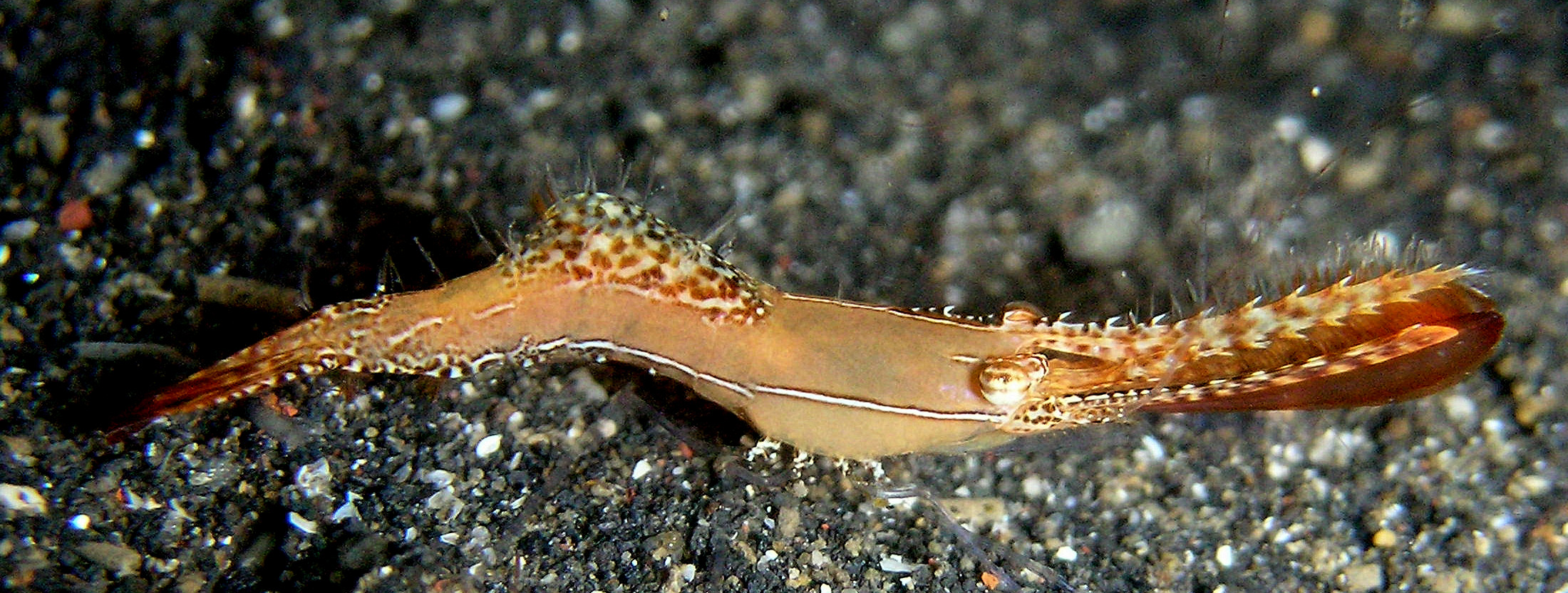
Leander plumosus

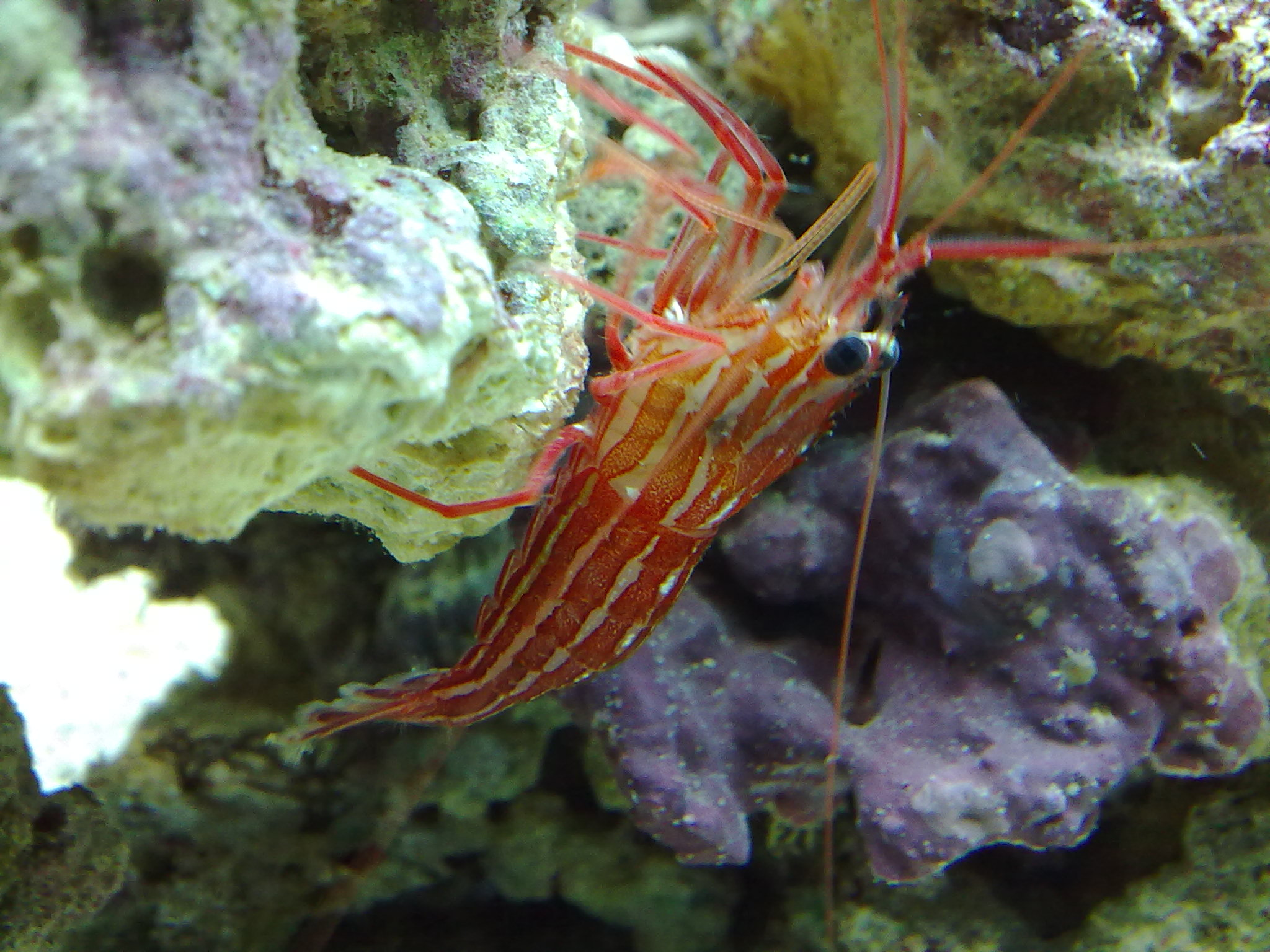
Lysmata seticauda

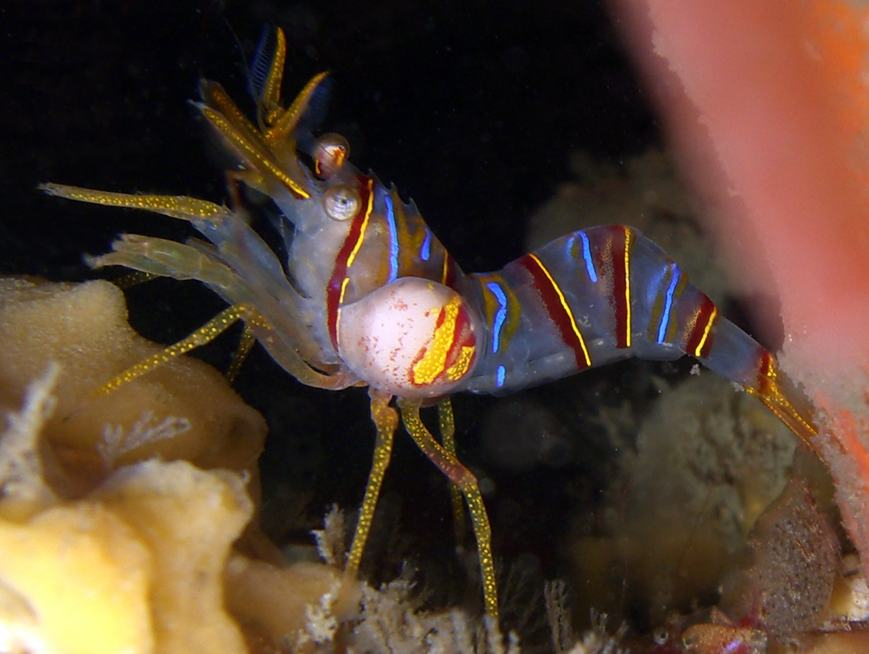
Lebbeus grandimanus

Los hipolítidos (Hippolytidae) son una familia de camarones, del orden Decapoda, clase Malacostraca.
Sus especies se distribuyen en todos los océanos, desde las aguas del Ártico hasta la Antártida, y desde -1.86 a 28.38 °C. de temperatura, localizándose hasta a 3.803 metros de profundidad.
Sus tamaños van desde los 15-20 mm de Hippolyte o Thor, hasta los 30-60 de Lysmata o Ligur.

## Géneros
El Registro Mundial de Especies Marinas acepta los siguientes géneros:
- Alcyonohippolyte. Marin, Chan & Okuno, 2011
- Alope. White, 1847b
- Bathyhippolyte. Hayashi & Miyake, 1970
- Birulia. Bražnikov, 1903
- Bythocarides. Sokolov., 2002
- Bythocaris. G.O. Sars, 1870
- Calliasmata. Holthuis, 1973a
- Caradina
- Carida
- Caridion. Goës, 1864
- Chorismus. Spence Bate, 1888
- Cryptocheles. G.O. Sars, 1870
- Eualus. Thallwitz, 1892
- Eumanningia. Crosnier, 2000
- Exhippolysmata. Stebbing, 1915
- Gelastocaris. Kemp, 1914
- Gelastreutes. Bruce, 1990h
- Heptacarpus. Holmes, 1900
- Hippolite
- Hippolyte. Leach, 1814 [in Leach, 1813-1814]
- Hippolytus
- Hyppolite
- Latreutes. Stimpson, 1860a
- Lebbeus. Gibbes, 1850
- Leontocaris. Stebbing, 1905
- Ligur. Sarato, 1885
- Lysmata. Risso, 1816
- Lysmatella. Borradaile, 1915b
- Merguia. Kemp, 1914
- Merhippolyte. Spence Bate, 1888
- Mimocaris. Nobili, 1903b
- Nauticaris. Spence Bate, 1888
- Paralatreutes. Kemp, 1925
- Paralebbeus. Bruce & Chace, 1986
- Phycocaris. Kemp, 1916a
- Saron. Thallwitz, 1891
- Spirontocaris. Spence Bate, 1888
- Thinora. Bruce, 1998d
- Thor. Kingsley, 1878a
- Thorella. Bruce, 1982d
- Tozeuma. Stimpson, 1860a
- Trachycaris. Calman, 1906b